# Aerograd
Aerograd (Russisch: Аэроград) ist ein sowjetischer Propagandafilm aus dem Jahre 1935 von Alexander Dowschenko.

## Handlung
Sibirien in den 1930er-Jahren. Die Sowjetunion fühlt sich im äußersten Osten des Landes durch japanische Großmachtgelüste bedroht und plant daher, mit „Aerograd“ einen gewaltigen städtischen Vorposten zu errichten, eine Art uneinnehmbare, sowjetische Metropolis, um diesen Teil des Landes sichern und vor ausländischen Invasoren schützen zu können. Schon jetzt kämpft der Jäger Stepan Gluschak Tag für Tag gegen fremde Eindringlinge in russisches Territorium. Einen konnte er bereits töten, dessen Begleiter gelang jedoch die Flucht. Der hat sich in der Hütte von Gluschaks Freund Wassili Chudjakow verschanzt. Was Stepan nicht weiß: Wassili konspiriert insgeheim mit dem Feind. Zeitgleich wiegelt ein anderer Russe namens Aniki Schabanow die Bevölkerung gegen das bolschewistische System auf. 
Daraufhin trommelt Gluschak seine alten rotarmistischen Kumpane vergangener Revolutionszeiten zusammen, um das kommunistische Vaterland zu verteidigen. Gemeinsam schlagen sie den Feind in Gestalt religiös geleiteter Samurai nieder. Dabei kommt es auch zum Kampf Mann gegen Mann, Freund gegen Freund, Gluschak gegen Chudjakow, der von dem bolschewistischen Musterhelden dieser Geschichte eigenhändig umgebracht wird. Nun endlich kann mit dem Bau des Bollwerks gegen die Feinde der UdSSR begonnen werden und eine Armada von sowjetischen Flugzeugen fliegen die Erbauer der neuen Stadt Aerograd in den sowjetischen Vorporten der Taiga.

## Produktionsnotizen
Aerograd feierte seine Uraufführung am 6. November 1935. In Deutschland lief der Film nicht an. 

## Kritiken
„Dowschenko war wie besessen von der Idee dieser Stadt, deren genauen Standort er auf langen Reisen durch Sibirien festlegte. Nach seinen Vorstellungen sollte sein Film den Anstoß dazu geben, daß Aerograd wirklich gebaut würde. (…) Sein Film ist vielmehr eine Art mystisches Poem, in dem die Russen wie legendäre Heldengestalten erscheinen. (…) Am Schluß steht eine Apotheose der sowjetischen Luftflotte, die das Prinzip der Macht und des Fortschritts verkörpert.“

„In seinen [Dowschenkos] späteren (Ton-)Filmen nahm das Pathos allerdings eine immer stärkere Stellung ein, und so gerieten der antijapanische Film vom Aufbau einer kommunistischen Musterstadt zum ostasiatischen Bollwerk, „Aerograd“, oder die antipolnische und gegen  ukrainische Selbständigkeit agitierende Heldenverehrung „Schtschors“ zu aufgesetzt wirkender Propaganda im Sinne Stalinschen Personen- und Führerkults.“